# Buasjön (Bollebygds socken, Västergötland)
Buasjön är en sjö i Bollebygds kommun i Västergötland och ingår i Göta älvs huvudavrinningsområde. Sjön har en area på 0,187 kvadratkilometer och ligger 120,2 meter över havet. Vid provfiske har bland annat abborre, gädda, mört och siklöja fångats i sjön.

## Delavrinningsområde
Buasjön ingår i det delavrinningsområde (640416-130041) som SMHI kallar för Utloppet av Västra Nedsjön. Medelhöjden är 148 meter över havet och ytan är 17,19 kvadratkilometer. Räknas de 2 avrinningsområdena uppströms in blir den ackumulerade arean 57,82 kvadratkilometer. Gullbergsån (Mölndalsån) som avvattnar avrinningsområdet har biflödesordning 3, vilket innebär att vattnet flödar genom totalt 3 vattendrag innan det når havet efter 45 kilometer. Avrinningsområdet består mestadels av skog (62 procent). Avrinningsområdet har 2,84 kvadratkilometer vattenytor vilket ger det en sjöprocent på 16,5 procent. Bebyggelsen i området täcker en yta av 2,18 kvadratkilometer eller 13 procent av avrinningsområdet.

## Fisk
Vid provfiske har följande fisk fångats i sjön:
- Abborre
- Gädda
- Mört
- Siklöja
- Sutare